# Belfegor

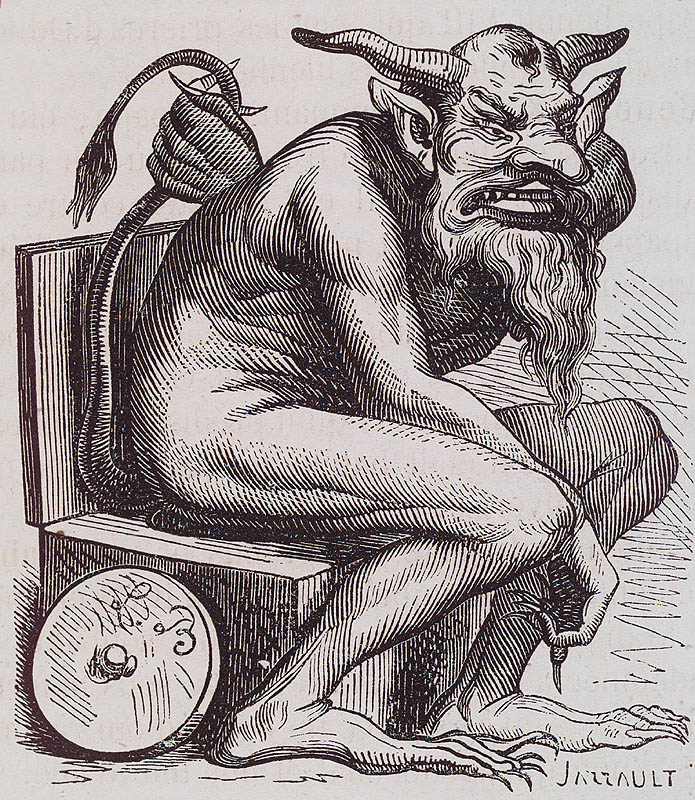
Belphegor. Ilustrace Louise Le Bretona z Dictionnaire Infernal („Pekelný slovník“) francouzského okultisty Collina de Plancyho; vydání z roku 1863

Belfegor je démon, který dle démonologické nauky pomáhá lidem činit objevy. Svádí lidi navrhováním chytrých nápadů, díky kterým mají zbohatnout; dle některých démonologů 16. století se jeho síla zvyšuje v dubnu. Biskup, náboženský fanatik a lovec čarodějnic Peter Binsfeld věřil, že Belfegor láká lidi na jejich lenost.
Byl zobrazován dvěma odlišnými způsoby: jako nádherná nahá žena nebo jako obrovský vousatý démon s otevřenými ústy, rohy a zašpičatělými nehty.

## Charakteristika
Jméno Belfegor je řeckou formou jména Baal-Peor, což bylo označení moabské místní varianty boha Baala, k jehož uctívání byli Izraelité svedeni v Šitímu. Modla byla uctívána veřejnou defekací či odhalením a vystrčením „pozadí na božstvo“ a samotné božstvo bylo spojováno s prostopášností a orgiemi a bylo tudíž uctíváno v podobě falu. Coby démon je v kabalistických spisech popisován jako „zpochybňovač“, odpůrce šesté sefiry (božského rysu) – krásy. Pokud je přivolán, umí poskytnout bohatství a moc objevovat důmyslné vynálezy. Jeho úloha jako démona spočívala v zasévání sporů mezi lidmi a ve svádění ke zlu skrze rozdělování bohatství.
Podle pověsti byl Belfegor poslán z pekla Luciferem, aby zjistil, zda na zemi opravdu existuje něco takového jako manželské štěstí; tato zvěst se totiž dostala k démonům, kteří ale věděli, že lidé nebyli stvořeni k životu v harmonii. Belfegorovy zkušenosti na zemi jej brzy přesvědčily, že zvěst byla nepodložená. Tento příběh můžeme najít v mnoha raných dílech moderní literatury, odtud užití jména pro označení misantropa nebo prostopášníka.
V křesťanské tradici je Belfegor také označován za hlavního démona smrtelného hříchu lenosti, alespoň podle Binsfeldovy klasifikace démonů.

## Odraz v kultuře
Postava Belfegora vystupuje např. v Miltonově eposu Ztraceném ráji, v románu Dělníci moře od Victora Huga či ve hře Ladislava Stroupežnického Černé duše (tam vystupuje postava lékaře, astrologa a alchymisty Belfegoriho, který je zlý a intrikánský, což se mu nakonec stane osudným). Belphégor je název francouzské minisérie z půle 60. let, kde démon terorizuje muzeum umění Louvre; posedlost Belfegorem a jím způsobené nadpřirozené schopnosti hrají svou úlohu ve francouzském mysteriózním hororu Fantom Louvru.
Kromě toho se toto jméno objevuje i v dalších souvislostech:
- Belphegor je jméno postavy v japonské manze Reborn!, kde pod přezdívkou „Prince the Ripper“ ztělesňuje smrtelný hřích lenosti
- Belphegor je také postava z alternativního historického fantasy románu Shy Leopardess
- Taktéž je to název odrůdy růží vyšlechtěné Colonelem Oldroyem ve fantasy románu Sunshine Robin McKinleyové
- Balphagore je hrdina ze hry Heroes of Newerth[8]
- Belphegor je název death/black metalové skupiny z Rakouska
- PZL M-15 Belphegor je pojmenování polského zemědělského dvojplošníku s proudovým motorem, jediného svého druhu na světě

Belphegor je také jedna z hlavních postav v japonské anime hře obey me